# أراواك

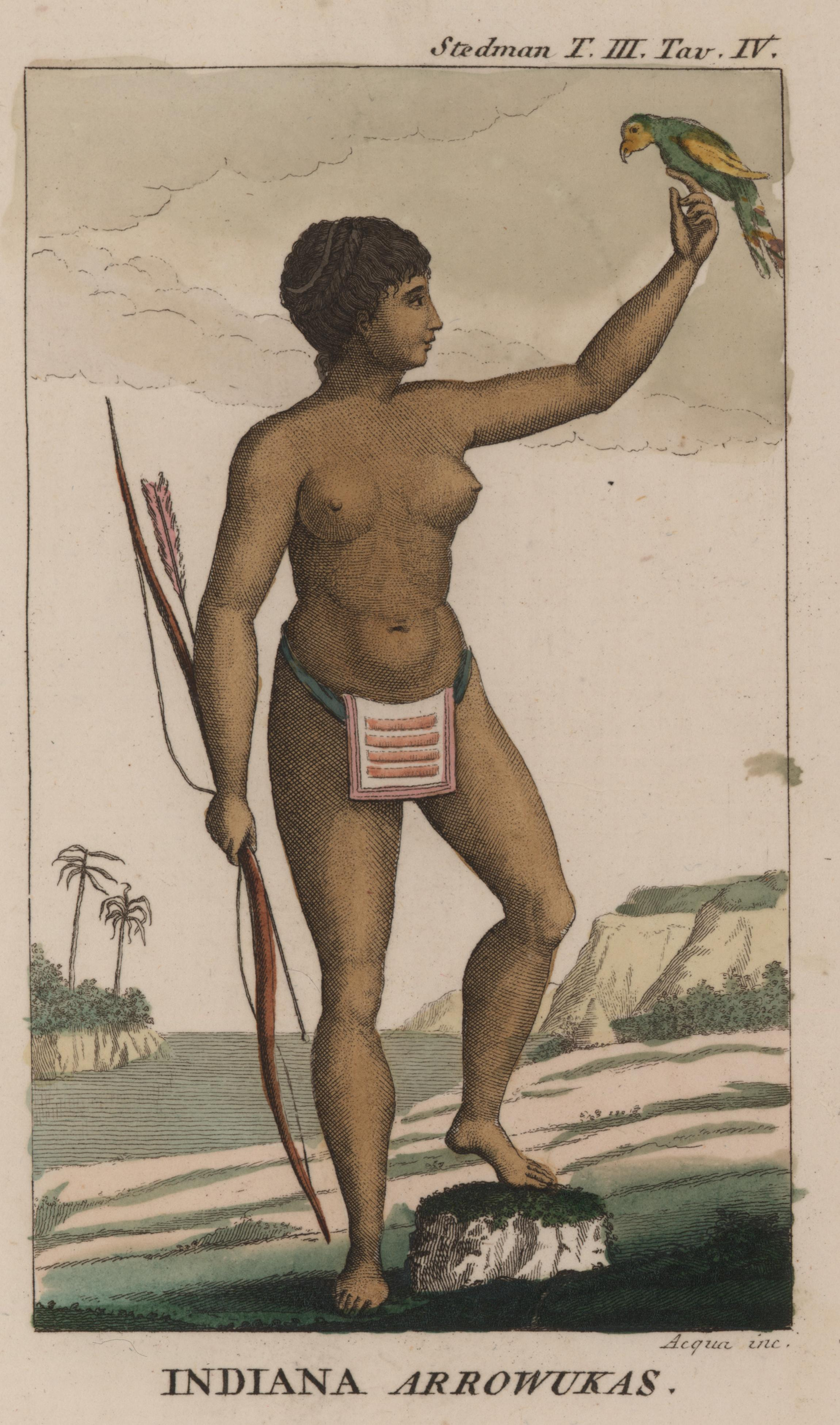
مرأة من الأراواك بقلم جون جابرييل سديدمان (1818)

الأراواك هم الهنود الأوائل الذين قابلهم كريستوفر كولمبوس في الأمريكتين في عام 1492م. عاش الأرواك في معظم جزر الهند الغربية. وكان يطلق أيضًا على الأرواك، الذين عاشوا فيما يسمى الآن كوبا الشرقية وجزر الكاريبي في هسبانيولا وبورتو ريكو، هنود التاينو. وعاشت جماعات أخرى من الهنود، الذين يتكلمون اللغات الأراواكية في حوض نهر الأمازون، وأجزاء أخرى من أمريكا الجنوبية.
وربما بلغ عدد سكان بعض القرى الأرواكية 3000 نسمة. ونُظِّمت القرى إلى بيوت على هيئة قباب. وقد تصل مجموعة القرى تحت رئاسة شيخ أو رئيس إلى 80 قرية. وكانت القرى تتنافس فيما بينها في لعبة رسمية يلعبونها بكرة شبه مطاطية على ملاعب تحيط بها قوالب حجرية قائمة. وكان الأرواك يزرعون محاصيل مثل الذرة الشامية، واليام، والقطن والمنيهوت وهو محصول ينبت كجذور يُستخرج منها النشا. ويحتوي غذاؤهم على الأسماك والقواقع، ولحم الإجوانة، وسلاحف البحر، وأحد القوارض الكاريبية يسمى الهوتيا.
ومات الكثيرون من الأرواك من الأمراض التي حملها إلى الأمريكتين المكتشفون الأوروبيون. ولقد سخّر المستعمرون الأسبان الأرواك في تعدين الذهب، أو في أداء أعمال بدنية أخرى. وزادت أعمال التسخير من انخفاض عدد السكان الأرواك، وأُفسدت طريقتهم التقليدية في الحياة. وفي حوالي أواسط القرن السادس عشر، مات كل الهنود الأرواك تقريبًا في الكاريبي.

## تاريخ
عندما فتح العثمانيون القسطنطينية وهيمنوا على المنطقة الشرقية للبحر المتوسط، كانوا في الواقع قد سيطروا على طريق الحرير وطريق تجارة التوابل، الأمر الذي أجبر البحارة البرتغاليين على الالتفاف حول جنوب أفريقيا للوصول إلى آسيا. أما إسبانيا التي كانت قد استرجعت حديثاً أراضيها من آخر الدول الإسلامية في الأندلس، فقد قررت إرسال بحارتها ومستكشفيها للبحث عن الهند، ولكن بالاتجاه غرباً، باعتبار أن الأرض كروية. غير أنه نتيجة لخطأ حسابي ملاحي وقع فيه كولومبوس، فقد انتهى المستكشف الإسباني إلى أرض جديدة أصبحت تعرف بأمريكا.
ومع أن بحاراً يدعى رودريغو Rodrigo كان أول من شاهد اليابسة، إلاّ أن كولومبوس ادعى أنه السباق لاكتشاف الأرض الجديدة طمعاً في الحصول على المكافأة المجزية التي وضعتها الحكومة الإسبانية لأول من تقع عينه على الأرض.
حظي كولومبوس باستقبال طيب من قبل الأراواك (الهنود الحمر) السكان المحليين، الذين زودوه ورجاله بالماء والطعام والهدايا. لم يكن الهنود الحمر وقتها يحملون أي سلاح، بل لم يكونوا ليعرفوا الأسلحة، لدرجة أنهم جرحوا أيديهم بالسيف عندما أمسكوا به من طرفه الحاد لدى عرضه عليهم من قبل القادمين الجدد.
الواقع أن كولومبوس ورجاله تأثروا كثيراً بكرم الضيافة الذي لمسوه لدى السكان المحليين، واستعدادهم لمشاطرة ما لديهم من طعام وممتلكات بسيطة مع الغرباء، على عكس ما ألفه هؤلاء في الحضارة الغربية المحكومة بهوس حب المال والتملك. وفي ذلك كتب كولومبوس في سجل السفينة يقول: «بعد أن وصلت بادرت إلى جمع عدد من الأهالي بالقوة للحصول على معلومات قد تنفعني بشأن هذه المنطقة».
لم تكن المعلومات المطلوبة من قبل كولومبوس سوى مكان الذهب الذي يشكل الهدف الأساسي من مغامرته منذ البداية. وكان كولومبوس قد اتفق مع الحكومة الإسبانية على حصوله على 10% من الذهب والهدايا، ومنصب حاكم الأراضي الجديدة التي سيعثر عليها، بالإضافة إلى إسباغ لقب أميرال المحيطات عليه.
لاحظ كولومبوس وجود قطع ذهبية صغيرة في آذان السكان اللطفاء عندما قدموا التحية، فما كان منه إلا ان احتجز بعضهم على متن السفينة، مصراً على أن يدلوه على مصدر الذهب.
ومن أول جزيرة نزل عليها، وكانت من جزر الباهاما، توجه كولومبوس إلى ما يعرف الآن بجزيرة كوبا، ومن هناك إلى جزر هيسبونيولا Hispaniola (هايتي وجمهورية الدومينيكان حالياً). وهناك كتب كولومبوس إلى الديوان الملكي في مدريد يقول بأنه وصل إلى آسيا (كوبا في الواقع)، وبأن سفينته رست على شاطئ غير بعيد عن الصين، وأضاف بأنه: «عثر هناك على الكثير من التوابل ومناجم الذهب».
ووصف كولومبوس السكان المحليين، أو الهنود الأراواك كما ادعى في رسالته، بأنهم أناس: «بسطاء إلى حد كبير، ولا يترددون في تقديم أي شيء من ممتلكاتهم إلى الغير، وبأنه يكفي أن يطلب أحد منهم ما يريد لكي يحصل عليه، بل على العكس من ذلك، فقد كانوا سباقين في تقاسم هذه الأشياء مع أي أحد...».
وعد كولومبوس الملك والملكة أن يحضر لهم من الأراضي المكتشفة كل ما يرغبون به من الذهب وما يحتاجونه من العبيد. وأضاف كولومبوس: «وهكذا فإن الله في علاه، ربنا، كتب النصر لمن يتبع صراطه».
وعليه، وفي عام، 1495 ومن قاعدته في هايتي، بدأ كولومبوس بشن غارات في عمق الجزر لجمع العبيد، حيث نجح في اصطياد 1500 من الرجال والنساء والأطفال. وقد قام باختيار 500 منهم على أساس الأقوى جسدياً، وتم تحميلهم على متن السفن التي ستعود بهم إلى إسبانيا. وفي الطريق مات منهم 200 شخص.
وهكذا أطلق كولومبوس أول تجارة للعبيد باسم الدين والحضارة الغربية، الأمر الذي أكده المستكشف الأسباني عندما كتب يقول: «لنبدأ باسم الثالوث المقدس بإرسال كل ما يمكننا بيعه من عبيد».
ولأن العديد من العبيد كانوا يموتون خلال الرحلة البحرية الشاقة، واتضح بأن هذه التجارة لن تكون مربحة بما فيه الكفاية لتعويض المستثمرين الذين يقومون بتمويل الرحلات البحرية هذه، فلقد تحول كولومبوس إلى تركيز جهوده في البحث عن الذهب.
وعليه، فقد أصدر أوامره لكل من تجاوز الرابعة عشرة من السكان المحليين، بالبحث عن الذهب والعودة بكمية محدودة منه خلال ثلاثة أشهر. واعتمد مكافأة لكل من يجلب الكمية المطلوبة بقطعة نحاسية لتعليقها حول رقبته، أما من يعثر عليه بعدها من دون قطعة النحاس المذكورة، فكان مصيره قطع يديه لينزف حتى الموت. وعندما حاول الهنود تنظيم قوة لمقاومة المحتل، وجدوا أنفسهم في مواجهة الإسبان المسلحين بالسيوف والدروع والأقنعة والخيول. أما من يقع في أسرهم من السكان، فيكون الموت المحتم بانتظاره إما شنقاً أو حرقاً. وفي غضون عامين ونصف العام، كان أكثر من نصف السكان الأصليين، البالغ عددهم 25 ألف نسمة، قد غيبهم الموت على أيدي الغزاة. وفي عام، 1515 كان العدد قد تراجع إلى خمسة آلاف فقط، لم يتبق منهم أكثر من 500 شخص عام 1550. وبحلول عام 1650 كانت سلالة الأراواك قد انقطعت من الدنيا
«أدت السياسة القاسية التي أطلقها كولومبوس، وأكملها خلفاؤه من بعده، إلى ابادة كاملة للشعب بأسره»